# Enriqueta Compte i Riqué

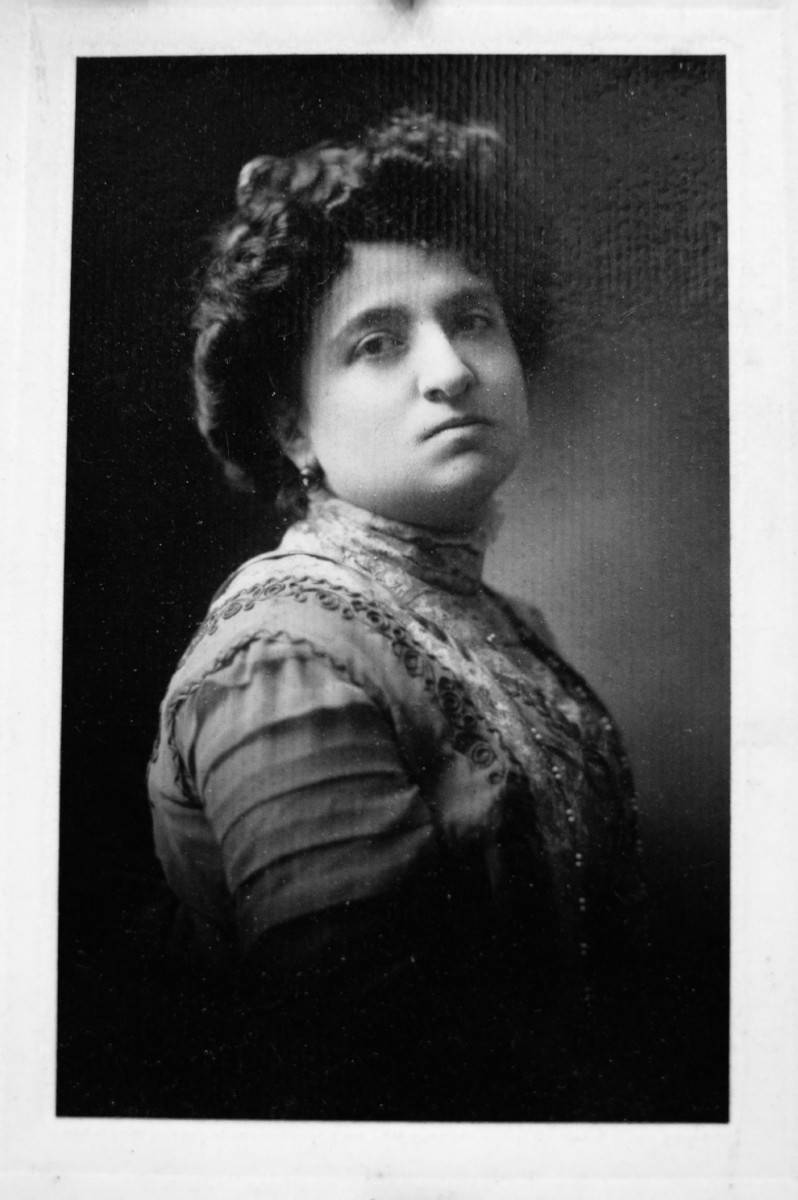
Enriqueta Compte y Riqué im Alter von 23 Jahren

Enriqueta Compte i Riqué (* 31. Dezember 1866 in Barcelona, Spanien; † 18. Oktober 1949 in Montevideo, Uruguay) war eine uruguayische Pädagogin, Frauenrechtlerin und Hochschullehrerin. Sie war 1892 die Gründerin des ersten Kindergartens in Südamerika und bildete die ersten auf Vorschulkinder spezialisierten Lehrer aus. Sie ist bekannt dafür, dass sie maßgeblich zum Vorschulunterricht in Uruguay und Lateinamerika beigetragen hat.

## Leben und Werk
Compte y Riqué war die einzige Tochter katalanischer Eltern, die mit ihr 1873 nach Uruguay auswanderten. Trotz ihrer Kurzsichtigkeit ließ sie sich am Instituto Normal de Señoritas bei Victoria und María Stagnero de Munar zur Lehrerin ausbilden. Sie machte 1884 ihren Abschluss als Lehrerin der ersten Klasse und 1886 als Lehrerin für höhere Klassen. 1887 wurde sie zur stellvertretenden Direktorin des Instituto Normal de Señoritas ernannt.

## Gründung des ersten Kindergartens in Uruguay
1889 reiste sie mit zwei anderen Lehrern in offizieller Mission für die Regierung von Máximo Tajes nach Europa, um dort die Erstausbildung von Kindern zu studieren. Sie lernte das Konzept des Kindergartens von Friedrich Fröbel in Belgien, Deutschland, Holland, Frankreich und in der Schweiz kennen.
Im September 1890 kehrte sie von dieser Reise zurück und verfasste einen an die uruguayische Realität angepassten pädagogischen Plan. 1892 erstellte sie ein von der Generaldirektion für öffentliches Unterrichtswesen genehmigtes Programm für die Kindergärten in Uruguay vor, in dem sie Klassen für Kinder von 3 bis 10 Jahren entwarf und die Inhalte und Art der Arbeit mit ihnen abgrenzte.
Sie bildete die Lehrer für die Gründung des ersten staatlichen Kindergartens in Uruguay aus, der am 10. März 1892 eingeweiht wurde. Am 31. März 1913 wurde das von ihr entworfene Kindergartengebäude eingeweiht und ist bis heute in Betrieb. Erst 1946 wurde eine zweite öffentliche Einrichtung gegründet, die sich ausschließlich der Erstausbildung widmete. 1949 wurden parallel zur Einrichtung einiger Kindergärten aus Haushaltsgründen 200 Kindergartenklassen in Grundschulen eingerichtet.
1893 erhielt ihre Einrichtung die Chicago World’s Fair Medal of Distinction in Education unter anderem für die Sammlung von Schülerarbeiten, fotografische Berichte und individuelle Beobachtungsberichte. Neben der Einrichtung des Kindergartens leiteten Compte y Riqué dort ein Labor für Psychopädagogik, in dem die sogenannten Schulbiografien eingeführt wurden, in denen Aspekte wie körperliche Daten, Persönlichkeitsmerkmale, Entwicklung und geistige Leistungsfähigkeit detailliert beschrieben wurden.

## Aktivitäten im Hochschulbereich und in Vereinigungen

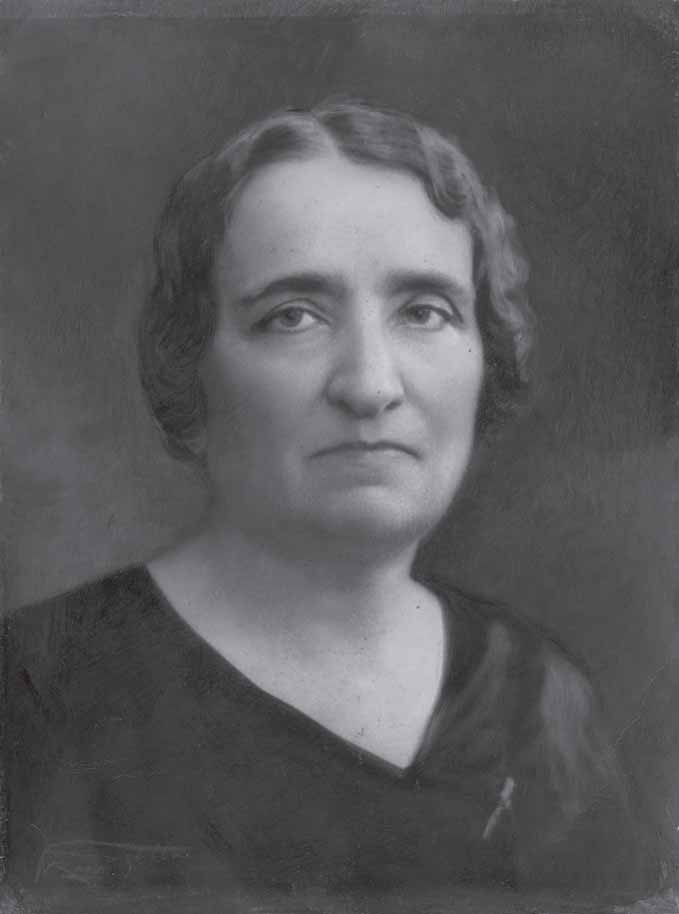
Enriqueta Compte y Riqué, um 1920

1922 wurde Compte y Riqué als Professorin für Psychologie am Instituto Normal para Varones berufen und im selben Jahr gründete sie dort das Instituto de Clínica Pedagógica. 1926 reiste sie nach Buenos Aires, um sich mit Maria Montessori zu treffen. 1929 legte sie ein Projekt zur Gründung der Pädagogischen Fakultät vor.
Sie veröffentlichte Artikel in Zeitschriften und Fachbüchern.
Sie wurde auch in mehrere Vereinigungen aufgenommen, deren Ziele Frauenrechte und der Kampf gegen Tuberkulose, sowie gegen Alkoholismus und Frauenhandel waren. Darüber hinaus war sie Präsidentin von Lehrerverbänden und trat auf nationalen und internationalen Bildungskongressen auf. Im Consejo Nacional de Mujeres (Nationaler Frauenrat), gegründet und geleitet von ihrer Freundin Paulina Luisi, wurde sie 1916 zur Präsidentin der Bildungskommission ernannt. Sie gründete zusammen mit anderen Lehrern das Primer Instituto Magisterial "José Pedro Varela".
Sie wohnte im Gebäude des Kindergartens und heiratete nie. Im Alter von 82 Jahren starb sie 1949 in Montevideo.

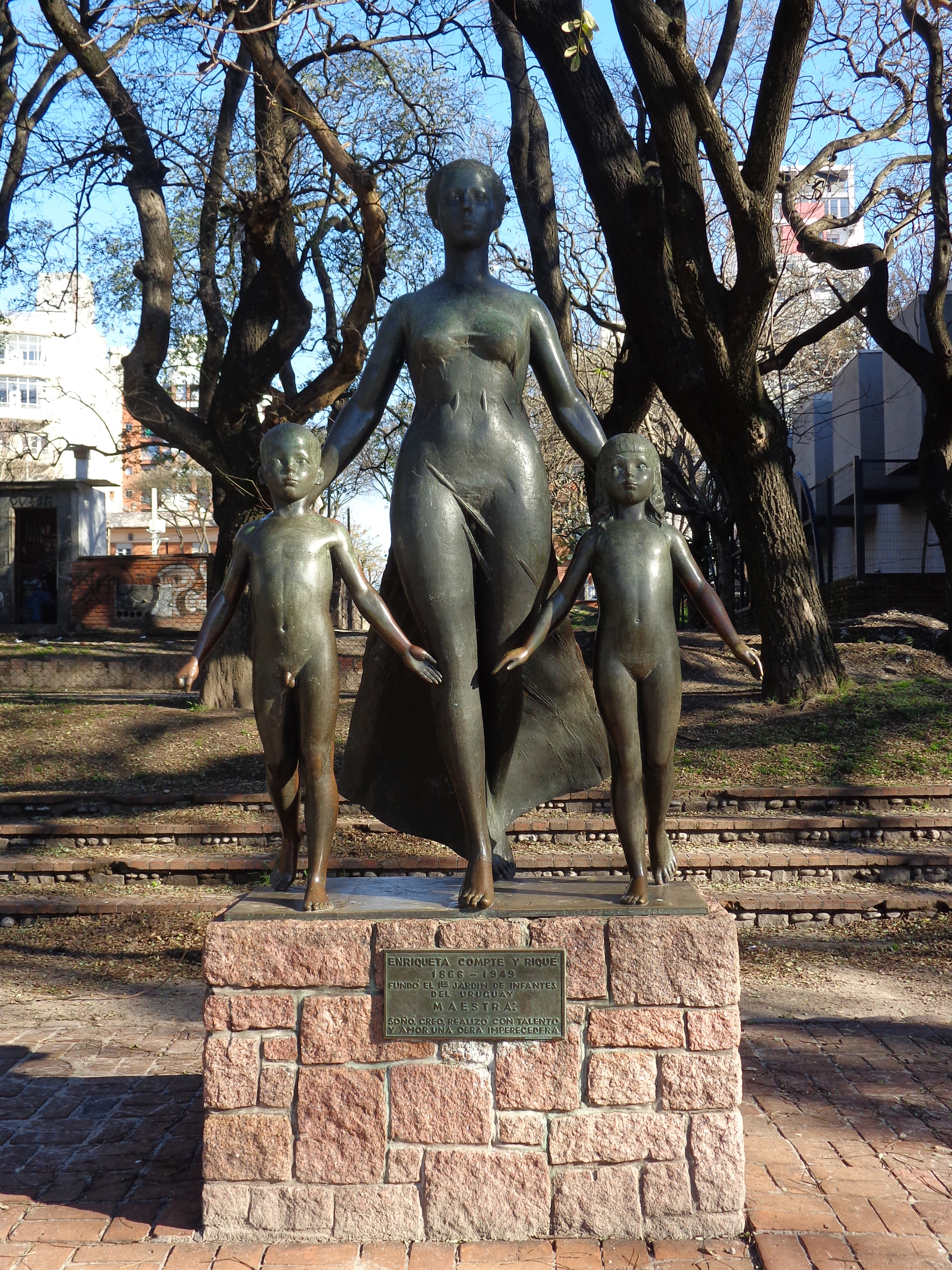
Denkmal Enriqueta Compte y Riqué in Montevideo

## Ehrungen
Im Parque Rodó in Montevideo steht ihr zu Ehren ein Denkmal des uruguayischen Bildhauers Armando González.
Die derzeit älteste Vorschule des südamerikanischen Kontinents, der 1892 von ihr gegründete Kindergarten im Stadtteil La Aguada trägt ihren Namen, ebenso wie eine Straße in Montevideo.
Am 8. März 2016 wurde ihr zu Ehren von der uruguayischen Post eine Briefmarke ausgegeben.
Der dritte Nationale Bildungskongress Uruguays, der am 9. und 10. Dezember 2017 stattfand, trug ihren Namen.

## Veröffentlichungen (Auswahl)
- Lecciones de mi Escuela, 1932.
- Estudio y trabajo, 1933.
- Canciones y juegos de mi escuela, 1948.